# Стебляк Елеонора Михайлівна
Елеоно́ра Миха́йлівна Стебля́к (нар. 25 квітня 1940, Житомир) — українська балерина та балетмейстерка. Народна артистка України (1999)..

## Життєпис
1959 — закінчила Київське державне хореографічне училище. Учениця Наталії Верекундової.
1959—1982 — артистка Київського театру опери і балету ім. Т. Г. Шевченка.
1974 року Елеонорі Стебляк присвоєно звання Заслуженої артистки УРСР.
1981 — закінчила балетмейстерське відділення Московського театрального інституту.
З 1982 — балетмейстерка-репетиторка Національної опери України.
«Балерина лірико-романтичного плану з яскравим драматичним обдаруванням. Образи, створені Елеонорою Стебляк, були сповнені експресії, внутрішньої динаміки, психологізму».
Гастролювала в Португалії, Швеції, Данії, Норвегії, Японії, Італії, Угорщині, Румунії, Німеччині та інших країнах.
Як педагогиня-репетиторка і балетмейстерка веде вистави в хореографії Анатолія Шекери, готує партії з молодими виконавцями. Серед її учениць — македонська балерина Таня Вуйсич-Тодоровська.
Є балетмейстеркою відновлення 2010 року балету «Легенда про любов» Аріфа Мелікова в хореографії Анатолія Шекери.
1971 року виконала роль Лесі Українки в художньому фільмі «Одержима» (Кіностудія імені Олександра Довженка).
У шлюбі з балетмейстером Анатолієм Шекерою.

## Партії
- Одетта-Оділія
- Раймонда
- Кітрі
- Маша
- Джульєта
- донна Анна
- Мехмене-бану
- Егіна
- Айша
- Ширін
- Фрігія
- Кармен
- Лауренсія
- Перо
- Франциска
- Русалка Водяна